# 布拉尼什泰亞鄉 (登博維察縣)
44°41′0″N 25°35′0″E / 44.68333°N 25.58333°E
布拉尼什泰亞鄉（羅馬尼亞語：Comuna Braniștea, Dâmbovița），是羅馬尼亞的鄉份，位於該國南部，由登博維察縣負責管轄，處於布加勒斯特西北面50公里，每年平均降雨量1,001毫米，海拔高度163米，2007年人口4,410。